# Rensningsanlæg
Rensningsanlæg (eller renseanlæg) renser spildevand fra industri og husholdning. Spildevandet indeholder både organiske affaldsstoffer som fedt, kulhydrat og protein, men også patogene bakterier og giftstoffer som medicinrester, tungmetaller, tjærestoffer, nanopartikler samt diverse andre kemikalier der er skyllet ud i afløbet eller endt i kloakken via afstrømning fra forurenede gader eller jordområder. Alle disse affaldstoffer har, i større eller mindre grad, potentiale for at skade vandmiljøet og udgøre en trussel mod mennesker. I Danmark renses spildevandet både mekanisk, biologisk og kemisk på langt de fleste rensningsanlæg. Mekanisk rensning er en grov rensning af vandet gennem en rist, hvor større partikler og faste ting fjernes. Det værste slam og sand fjernes ved bundfældning. Ved biologisk rensning kan fjernes organisk stof samt ammonium, nitrat og fosfor. Kemisk rensning foregår ved tilsætning af et eller flere kemiske stoffer, som kan bundfælde tungmetaller og uorganiske stoffer, bl.a. resterende fosfat, som dermed kan fjernes. Medicinrester kan fjernes med tertiær behandling som ozonering eller filtrering med kulfilter, begge dele kan dog være problematiske idet de er dyre og kan skabe nye miljøproblemer.

## Spildevandsrensning – Historisk
Det er ikke mere end få årtier siden, at spildevand blev ledt ud i søer og vandløb. Allerede i 1600-tallet begyndte man i de større byer at bygge afløbskanaler, som ledte vandet ud i nærmeste recipient, dog ledtes spildevandet stadig direkte ud på gaden de fleste steder. I løbet af 1800-tallet erfarede man de voldsomme sygdomsepidemier og det store sundhedsmæssige problem som var opstået pga. den manglende hygiejne. Som følge af dette blev der igangsat omfattende kloakeringer i de fleste storbyer i Europa for at beskytte borgerne mod sygdomme. I samme periode blev vandklosettet opfundet, hvilket medførte et øget behov for bortledning af spildevand. Den øgede befolkningstilvækst og den stigende industrialisering skabte også et stigende behov for kloakker, da mængden af spildevand og den manglende hygiejne steg. Med denne kloakering reducerede man sundhedsfarer og lugtgener for borgerne i byen, men den egentlige rensning af spildevandet var stadig et problem. Det var ikke kun søer og vandløb, der viste tegn på plantetilvækst og eutrofiering, også i fjorde og indre farvande kunne man tydeligt se påvirkningen af forureningen. Specielt erhvervsfiskere og fritidsfiskere kunne mærke problemet. Man arbejdede stadig på udviklingen af forskellige rensemetoder, men viden på dette område var begrænset.
I slutningen af 1800-tallet skete der noget, man begyndte i Danmark at benytte sig af bundfældningstanke til rensning af spildevand, de såkaldte septiktanke. Senere blev de første renseanlæg bygget i Danmark, og i 1948 blev det første egentlige mekaniske rensningsanlæg opført. Dette blev hurtigt udvidet med biologisk og delvist kemisk rensning af spildevandet. I 1960’erne blev alle de mindre bysamfund pålagt at lede deres spildevand til det kommunale rensningsanlæg. Frem til ca. 1970 blev de fleste renseanlæg designet med fælles krav til rensningen dvs. uden at tage hensyn til det aktuelle vandområdes tilstand, selvrensningsevne mv.
Med Vandmiljøhandlingsplanen, vedtaget af Folketinget i 1987, blev der stillet krav om fjernelse af næringssalte fra spildevandet. På baggrund af dette blev der de senere år lavet flere omfattende ombygninger og modernisering af rensningsanlæg landet over, så anlæggene nu fik et biologisk skærvefilter, der fjernede organisk stof. Desuden blev anlæggene udvidet til at fjerne kvælstof og fosfor.
I de seneste år har spildevandets påvirkning på miljøet været afgørende for håndteringen af spildevandet, og i dag fastlægges der en række krav til afløbssystem og spildevand i de enkelte samfund. Kravene varieres dog i forhold til klima, beliggenhed, typer af bebyggelse mv.
I dag er ca. 90 % af Danmarks ejendomme kloakeret, og Danmark har lidt over 1400 renseanlæg som i det daglige sørger for at rense spildevandet fra husholdninger, virksomheder og institutioner.
Rensningsanlæg (eller renseanlæg) renser spildevand fra industri og husholdning. Spildevandet indeholder affaldsstoffer, giftstoffer, kemikalier m.m., som kan forurene vandmiljøet. I Danmark renses spildevandet både mekanisk, biologisk og kemisk på langt de fleste rensningsanlæg.[1] Mekanisk rensning er en grov rensning af vandet gennem en rist, hvor større partikler og faste ting fjernes. Det værste slam og sand fjernes ved bundfældning. Ved biologisk rensning fjernes organisk stof samt ammonium og nitrat. Kemisk rensning foregår ved tilsætning af et eller flere kemiske stoffer, som fjerner tungmetaller og uorganiske stoffer, bl.a. fosfat.[2]

## Spildevand
Det er renseanlæggets funktion at fjerne de affaldsstoffer, som findes i spildevandet, inden det ledes ud i recipienten. Spildevandet på rensningsanlægget stammer fra byernes husholdninger og industrier samt regnvand. Spildevandet fra almindelig husholdning stammer f.eks. fra tøjvask, rengøring, toilettet m.m. Dette spildevand indeholder et højt indhold af næringssalte (specielt kvælstof og fosfor) samt organisk stof og kemikalier. Ligeledes indeholder spildevandet fra industrien også disse stoffer dog i en meget højere koncentration. Spildevand i form af regnvand indeholder, som regel sand, olie, grene, blade osv.
Der er flere grunde til at spildevandet renses inden det ledes ud i recipienten. Spildevand indeholder bl.a. et højt indhold af næringsstofferne kvælstof og fosfor. Overdreven udledning af næringsstoffer til miljøet kan føre til eutrofiering. Eutrofiering i søer fører til stor plante- og algevækst. Når de dør, nedbrydes de, og der vil opstå iltsvind i søen, som bevirker at fisk og alt bundlivet vil forsvinde. Ligeledes vil havet og fjorde få en grim lugt og farve pga. forureningen. Derfor er det vigtigt at fjerne fosfor fra spildevandet inden det ledes ud i naturen.
Nedsivende forurening fra spildevand vil på sigt påvirke vores grundvandsressourcer, hvilket man også helst vil undgå.

## Renseanlæg og rensemetoder

### Mekanisk rensning
Det første trin i rensningsprocessen er den mekaniske rensning. Her frasorteres faste genstande og andre unedbrydelige partikler større end 3 mm igennem en rist. De frasorterede ting (såkaldt ristegods), som eksempelvis klude, bind, vatpinde m.m. opsamles i en container og køres væk til forbrænding.
Den næste proces efter ristene er sand- og fedtfanget. Disse processer er ofte kombineret for at spare plads og fordi det er muligt ved bestemte processer at fjerne begge dele samtidig. Der findes mange forskellige måder at forbedre sand- og fedtfanget, blandt andet ved bruge af luft, som blæses op igennem spildevandet. Dette gøres på en sådan måde at spildevandet i stedet for bare at løbe direkte igennem en lang rende, bliver sat i en spiralbevægelse igennem renden. Dette medfører at man skal bruge et kortere bassin til rensning af sand og fedt, da vandets opholdstid derfor bliver lang nok til at sandet stadig kan nå at bundfælde sig. Lige meget om man bruger luftning eller ej er metoden i princippet det samme.
Herefter føres vandet videre gennem et sandfang, hvor uorganisk materiale, som sand og grus bundfældes. Fra sandfanget føres spildevandet videre til en stor bundfældningstank (primærtanken som består af to forklaringstanke), hvori vandet iltes, så slam og lignende tunge partikler bundfældes. En mekanisk skraber kører hen over bunden og leder slammet ind mod midten, hvorfra det pumpes over i biogas-anlægget. Vandet holdes nu i ro, så fedtpartiklerne lægger sig på vandoverfalden og kan skrabes væk. Det opsamlede fedt udnyttes i rensningsanlæggets rådnetanke, hvor det omsættes ved hjælp af bakterier, der producerer metangas. Den mekaniske rensning er nu slut, og spildevandet kan påbegynde den biologiske rensning.
Den mekaniske rensning består således af to processer ved hjælp af riste samt sand- og fedtfang.

#### Riste
Ristene er den første rensningsproces som spildevandet kommer igennem på sin tur igennem renseanlægget.
Ristene skal fjerne grove partikler herunder grene, kondomer, bind m.m. fra spildevandet. Riste deles ind i to kategorier, alt efter deres spaltebredde.
- Grovriste – Har en spaltebredde, der ligger mellem 40 og 100 mm. Risten anbringes på højkant med en vinkel på 30-45°. Her tilbageholdes grove forureninger som cykelstel og gamle barnevogne
- Finriste – Med en spaltebredde mindre end 40 mm. Finristen anbringes ofte på en vinkel omkring 75°.[17]

Der findes mange forskellige ristedesign, dog med den fælles egenskab at de alle er automatisk rensende.

#### Sandfang
Sandfangets formål er at fjerne større uorganiske partikler som sand, grus, jord og lignende. Disse partikler fjernes for at undgå dem videre rundt i anlægget. Sand og grus kan danne aflejringer som kan stoppe rør og ventiler samt opfylde de efterfølgende tanke. Desuden medfører det også meget stor slitage, specielt på bevægelige dele, der er videre rundt i systemet.
Sandfanget er i princippet en lang rende, hvor spildevandet bliver ledt igennem, det vil sige på langs af sandfanget. Dette sker ved en hastighed på 0,3 m/s som har vist sig at være den mest effektive hastighed. Dette medfører at sand og grus bundfælder, hvorefter det kan fjernes fra bunden.

#### Fedtfang
Spildevandet ledes langsomt igennem fedtfanget, hvor olie og fedt, på grund af deres lavere massefylde end vand, stiger til vandoverfladen, hvorfra skummet skrabes af. Indblæsning af luft i fedtfanget forøger fedtpartiklernes hastighed mod overfladen, derfor bliver sandfanget ofte kombineret med et fedtfang.
Fedtfangets formål er som ordet antyder at fjerne fedt og olie fra spildevandet. Man skal dog være opmærksom på at det ikke er alt fedt og olie man fjerner ved brug af et fedtfang, da det ikke er alt fedt og olie der findes som flydestof i spildevandet. Størstedelen af den fedt og olie der findes i spildevandet er bundet til slampartiklerne og føres derfor videre i systemet. Fjernelse af fedtstoffer har betydning for at undgå driftsproblemer senere i renseanlægget, mens fjernelsen af olie og benzin desuden har betydning i tilfælde af ikkefungerende olie- og benzinudskillere på industrier, tankvognsuheld og lignende.
Fedtfang kan ligesom sandfang opbygges på forskellige måder. Dog alle med den virkning at fedt og olie flyder ovenpå vandet hvor det bliver skrabet direkte af overfladen.

#### Bundfældning
Bundfældning af slam sker i en bundfældningstank, hvor vandet bevæger sig så langsomt igennem tanken at opholdstiden bliver 1-2 timer. Disse tanke kan være forskelligt designet fra rensningsanlæg til rensningsanlæg. Bundfældningen kan f.eks. ske i en septiktank eller en emscherbrønd.
I dag benyttes septiktanken ikke ret meget, da den ikke er særlig praktisk. Ulempen ved tanken er, at det friskt tilkommende spildevand forurenes med gæringsprodukterne fra det aflejrede slam. Dog er mængden af det organiske stof blevet reduceret, men gæringen efterlader tanken i en både iltfattig og ildelugtende tilstand. Denne ulempe undgås ved emscherbrønden, som består af to etager. Foroven løber det gennemstrømmende vand, mens det udskilte bundfald synker gennem slidser til den nederste del, hvor slamgæringen foregår.
En anden bundfældningstank er Dortmundtanken. I denne tank ledes spildevandet ind i midten af tanken, hvor det tvinges ned ad et centralt rør, hvorfra det langsom begiver sig mod overløbskanten. På grund af den kegleformede tank, vil slammet samles i bunden af keglen, hvorfra slammet aftappes. Derfor skal slammet fjernes hyppigt for undgå anaerob gæring. Flydeslammet skrabes i toppen væk af en mekanisk skraber.

### Biologisk rensning
Den biologiske rensning foregår i luftningstankene. Her bliver den resterende del af den organiske forurening fjernet. Mængden af næringssaltene kvælstof og fosfor bliver også reduceret, så det undgås at saltene forårsager eutrofiering og kraftig algevækst i de vandløb og søer, hvor det rensede spildevand bliver ledt ud. Dette sker ved anvendelse af aktivt slam som indeholder forskellige mikroorganismer.
Ved den biologiske rensning behandles vandet i et eller flere biologiske filtre bestående af ca. 3 m tykt lag stenskærver, hvor vandet risler igennem. På skærvernes overflade sidder enorme mængder levende bakterier og andre mikroorganismer, der via respirationsprocessen nedbryder vandets indhold af organiske stoffer:
C6H12O6 + 6 O2 → 6 CO2 + 6 H2O + E
Fra de biologiske filtre ledes vandet videre til et aktiveret slamanlæg bestående af en procestank og to til tre efterklaringstanke. I procestanken tilføres der ilt ved hjælp af store roterende propeller, og under de aerobe forhold vil det aktive slam starte en nitrifikation, hvor nitrificerende bakterier i det aktive slam omdanner ammonium i spildevandet først til nitrit af Nitrosomonas bakterien og derefter til nitrat af Nitribacter bakterien.
Under anaerobe forhold vil denitrificerende bakterier i det aktive slam nu starte en denitrifikationsproces (anoxisk proces), hvor nitrat omsættes til frit kvælstof. Spildevandet og det aktive slam føres nu over i efterklaringstankene (sekundærbundfældningstanke), hvor det aktive slam bundfældes og dermed kan pumpes væk fra vandet og bruges som gødning på marker efter en centrifugering eller pumpes tilbage til det aktive slamanlæg.
Fosfor fjernes enten ved fældning med jern- eller aluminiumssalte eller ved biologisk fosforfjernelse. Den biologiske proces til fjernelse af fosfor er den billigste, nemmeste og bedste, men også den nyeste, så bruges derfor ikke på ældre rensningsanlæg.

#### Polyfosfat-akkumulerende bakterier (PAO)
Ved biologiske fosforfjernelse benytter man sig af en helt speciel bakterie kaldet aktinobakterier (tidligere aktinomyceter), en såkaldt PAO. Denne bakterie kan under bestemte forhold opsamle fosfat i sig, og dermed fjerne det fra spildevandet. Under aerob i procestanken opsamler disse bakterier store mængder fosfat som under energiforbrug kobles sammen polyfosfat, som lagres i cellerne. Når disse bakterier efterfølgende fjernes fra spildevandet, som biologisk slam, fjernes der samtidig fosfor.

#### Biologiske filtre
I de biologiske filtre er mikroorganismerne fastsiddende på filtermaterialerne.
Biologiske filtre kan have flere udformninger:
1. Traditionelt slaggefilter.
2. Filtre med "slagge" af kunststof.
3. Filtre, hvor det er "slagger", der bevæger sig, biotromler eller roterende biofiltre.

#### Aktivslam anlæg
Ved aktivslam anlæg findes mikroorganismerne opslæmmet i vandfasen. Spildevandet føres igennem en stor tank med meget omrøring, for at få tiltrækkelig ilttilførsel, så mikroorganismerne kan leve og formere sig.
Efter aktiv-slam anlægget ledes spildevandet til en efterklaringstank, hvor det aktive slam bundfældes. En del af slammet føres tilbage til luftningstanken og blandes med tilløbsvandet. Overskudsslammet føres til renseanlæggets slambehandlingsdel.
Mikroorganismerne i aktivt-slam er:
- bakterier
- svampe
- protozoer
- metazoer

### Kemisk rensning
Ved kemisk rensning tilsætter man spildevandet et eller flere kemiske stoffer, f.eks. jern eller aluminiumforbindelser. Derved startes en kemisk fældningsreaktion, som danner et tungopløseligt stof, der binder sig til det resterende slam, som bundfældes, i vandet.
Oftest er det fosfor man ønsker at fjerne i den kemiske rensning. Fosfor findes i små mængder i organiske stoffer da det findes i bl.a. DNA. Dog kommer det meste fosfor fra industriproduktion, bl.a. tilsatte man tidligere fosfater som blødgøringsmiddel i vaskepulver, dette er dog blevet forbudt i dag. Fosfor fjernes enten med fældning med jern- eller aluminiumssalte eller ved biologisk fosforfjernelse. Den biologiske proces til fjernelse af fosfor er den billigste, nemmeste og bedste, men også den nyeste, så bruges derfor ikke på ældre rensningsanlæg.
Fosfat danner tungtopløselige forbindelser med de fleste metalioner, derfor fjerner man fosfat ved at tilsætte jern(III)chlorid til spildevandets indløb til forklaringstanken. Herved fælder fosfat ud som jern(III)fosfat, som bindes til slammet. Det aktive slam adskilles fra det rensede spildevand i sekundære klaringstanke, hvor slammet bundfælder og returneres til luftningstankene.
Fe3+ + PO43- → FePO4

#### Kemisk fældning
Fældningen kan foregå forskellige steder i renseanlægget afhængig af hvilken fældning, der er tale om.
Hvis kemikalierne tilsættes et mekanisk-biologisk rensningsanlæg foran det biologiske trin, kaldes metoden for forfældning. Ved forfældning aflastes det biologiske trin, og man opnår en besparelse på kemikalier.
Forfældningsmetoder giver store slammængder, hvilket kan give problemer i næringsbalancen i de efterfølgende trin. Hvis kemikalierne derimod tilsættes i luftningstankene eller umiddelbart foran aktivslam-anlægget, således fældningen foregår samtidig med den biologiske proces, kaldes det en simultanfældning. På grund af den effektive omrøring i tankene er udnyttelse af kemikalier god. Ligesom forfældning kan simultanfældning også indpasses i et eksisterende anlæg. Simultanfældning giver slammet gode bundfældningsegenskaber og en meget lille forøgelse af slammængderne.
Hvis fældningen foregår efter den biologiske rensning, kaldes det efterfældning. Ved efterfældning anvender man ofte flotation som sidste trin, i stedet for en bundfældningstank.

### Efterklaring
I efterklaringstankene bundfældes de sidste små slampartikler. Dette sker ved en efterpolering, hvor spildevandet ledes igennem et sandfilter, hvor de resterende partikler tilbageholdes.
Størstedelen af slammet føres til rådnetanken, mens en del føres tilbage til de biologiske luftningstanke, hvor de skal bruges som aktivt slam dvs. nedbryde endnu mere organisk stof og næringsstoffer.
Før vandet er helt renset for fremmede stoffer, der kan skade miljøet og mennesker, skal vandet ledes igennem en UV-desinfektion. Her bliver vandet ledt ind imellem UV-metalhalogen lamper, der udsender ultraviolet lys, som dræber alle bakterier. Det fjerner samtidigt hormonforstyrrende stoffer, herunder de østrogenlignende stoffer, som er stærk mistænk for at påvirke fisk.
Til slut iltes vandet, inden det sendes ud i naturen. Desuden tages der prøver af vandet, for at se om vandet er rent nok til at lede ud i naturen.

#### Rodzoneanlæg
Rodzoneanlæg er et lavteknologisk anlæg til rensning af spildevand. Oftest er rodzoneanlægget efterfulgt af et bundfældningsanlæg. I et rodzoneanlæg renses spildevandet ved at sive igennem et vandret anlæg med sand, grus og beplantning som f.eks. tagrør, dunhammer m.m. Nogle stoffer i vandet bindes til sand og grus, samtidig med jordens mikroorganismer nedbryder en del organisk stof i spildevandet.

#### Slambehandling
Under renseprocessen udskilles der to forskellige slags slam, det primære slam fra den mekaniske rensning og det biologiske slam. Det biologiske slam genbruges som aktivt slam, mens det primære slam bliver ført over i store rådnetanke, hvor det nedbrydes samtidig med der dannes biogas (metangas og kuldioxid). Det resterende slam fra rådnetankene bliver afvandet i centrifuger til det er tørt, hvorefter det brændes. Behandlingen af slammet, inden det bliver genanvendt eller deponeret til askedepot, er meget vigtig, da det indeholder en række miljøbelastende stoffer.

#### Energiudnyttelse
Biogassen, som produceres i rådnetankene, opsamles i en gasbeholder og bruges til at skabe el og varme på renseanlægget. Overskudsvarmen, fra forbrænding af slam, genanvendes ligeledes til opvarmning af rådnetank og fjernvarme til borgerne i den nærtliggende by.

## Hæmningsproblematikken

### Indledning
Et renseanlæg er en levende organisme som kræver de rette betingelser for at kunne fungere optimalt.
Man kan sige et renseanlæg ville normalt være nemt at drifte hvis ikke den blev belastet forkert.
Af hovedårsager til at et renseanlæg kommer ud af balance er:
1. Uvedkommen vand. (høj hydraulisk belastning, regnvand)
2. Dårlig drift. (uheld)
3. Industriel belastning. (negativ)

Større renseanlæg kan ved at de har en større biomasse bedre tåle en hæmning/forgiftning.
Det er dog væsentligt nemmere at få et mindre renseanlæg til at fungere igen, i det der jo er en mindre biomasse. Altså er der fordele og ulemper ved begge størrelser. Man bør dog altid køre problemholdigt spildevandvand fra slamsugere mm. til forsyningens største renseanlæg.
Overordnet er dette ret simple betragtninger, som er væsentlige at gøre sig når man er i en krisesituation, da man allerede her kan dele udfordringerne op i ovenstående tre områder.
Uvedkommen vand er noget som alle forsyninger har arbejdet med og som vil blive noget man hele tiden skal arbejde sig frem til, skal formindskes og holdes øje med. Ikke mindst fordi man må konstatere at klimaforandringerne især her kan komme som en overraskelse selvom man har gjort rigtig meget for at separere og højvandssikre m.m.
First flusch er her den største årsag til en udfordring(hæmning) på renseanlægget, dette er som regel noget enhver forsyning har rigtig godt styr på.
Noget man dog har kunnet se i interviews, er at ved nedlæggelsen af renseanlæg kommer der flere og flere lange trykgravitation ledninger, som kan udfordre hæmningen ved First flusch især hvis man undlader at indbygge et system der kan sikre en form for skylning.
Dårlig drift eller uheld, har mange ansigter. En af de væsentlige udfordringer ved dårlig drift eller uheld er erkendelsen af der er begået fejl og ikke mindst at det ”næsten” altid er en menneskelig fejl. Vores kultur er ikke så god til at være åbne over for det man kan kalde en ”anerkendt” fejlkultur. Her skulle den nye hæmnings-erfagruppe gerne kunne åbne en smule op for at man i det mindste kommer til kunne dele hæmninger uanset om de er opstået ved udefra kommende hændelser eller er opstået ved ”dårlig drift”.
Derfor vil flere af vores interviews være anonymiseret
Industriel belastning, er heldigvis sjældent noget problem, men ved flere interviews ser man at mistankerne tit bliver ledt hen til de største udledere. Dette er gerne heller ikke uden grund. Man ser også industrielle belastninger der øges lige så langsomt og derved kommer til at blive en overbelastning, som  det kan være svært at blive af med, da dette kræver en langsom sagsbehandling i kommune og miljøstyrelsen.
Det bedste man kan opnå med store industrier, er at sikre at man får en dialog og et samarbejde omkring rensning. Dette er der flere årsager til. Den vigtigste er først og fremmest at renseanlægget skal kunne overholde sit udleder krav, derudover kan man ved de rigtige betingelser ret ofte vejlede, sådan at meget af den industrielle belastning vil kunne formindskes og gøres til en resurse. (Energi eller forædling)

### Screening af målemetoder
Lavteknologiske (eller billige). Der er heldigvis en del lav teknologiske metoder til at opdage en hæmning/forgiftning. Afhængig af hæmning/forgiftning kan metoderne sikkert give os en alarmering af en unormal hændelse, som er tilgået renseanlægget.
Som udgangspunkt kommer alle målemetoder lidt for sent til at kunne afværge en hæmning/forgiftning, men man kan begrænse skaden. Afhængig af placering, kan man øge en hurtig indsats på afværgeforanstaltningerne.
F.eks. kan man have en pH-måler siddende ved en industri afløb, hvorved man så har en evt. mulighed for at aflede vandet til en buffertank, eller påbegynde en tidlig indsats på renseanlægget m.m.
1. PH-måling
2. Ledningsevne.
3. Klorid
4. Ammonium.
5. Redox.

Højteknologiske (eller dyrt). Det kan værre meget svært for en forsyning at tage stilling til om disse målemetoder er relevante, de er alle også hvad man kan kalde ”nice to have”, 'rart at have'. Hvis man kun meget sjældent oplever en mindre hæmning, og som udgangspunkt ikke rigtig kan gøre andet end at registre at den er der, så vil disse være meget dyrt købte − for en oplysning man ret hurtigt ved en mere langsommelig prøvetagning og efterfølgende analyse kunne få indblik i.
1. COD-måling
2. Respiration/toxitet
3. Hæmnings analysator

På målemetoder sker der hele tiden noget nyt inden for området, derfor vil listerne blive opdateret med tiden.
Derudover kan nævnes:
1. DNA-analyse af biomasse.
2. Biotrips.

Disse metoder har hver deres fordele.
DNA-analysen kan fortælle hvordan ens biomasse har det og hvad man evt. kan gøre for at få det til at fungere bedre.
DNA-analysen er især god hvis man har gamle prøver liggende (opsamler 25 ml hver måned, og fryser ned) den kan herved fortælle hvor man kom fra, hvis man har udfordringer med hæmning/forgiftning. Der vil på landsplan også værre mulighed for at se hvilke renseanlæg der ligner hinanden mest for det tilfælde, at man får brug for pode slam. (hvis man er tilmeldt denne ordning)
Der findes også en hurtig analyse af hvor mange bakterier der er i renseanlægget og hvor mange af dem der er levende eller døde. Denne metode har måske værdi hvis man er usikker på om man ”bare” er overbelastet eller at man er hæmmet (forgiftet). 
Biostrip kan måske og kun for nogle stoffer kunne bruges til opsporing af en evt. hæmning/forgiftning hvis man altså har placeret dem de rigtige steder ude på det kloakledningsnet.

### Myndighedens rolle og ansvar
I Miljøstyrelsens vejledning fra 2006 ”Tilslutning af industrispildevand til offentlige spildevandsanlæg” er fastsat vejledende grænseværdier for nitrifikationshæmning, som kommunerne skal anvende, når der meddeles tilslutningstilladelser til virksomheder med ”komplekst” og potentielt giftigt industrispildevand.
Som det fremgår af nævnte vejledning, ”bør der ved fastsættelse af krav til nitrifikationshæmning generelt maksimalt accepteres et effektniveau på 50 %, mens effekter i intervallet 20-50 % bør udløse undersøgelser, der sigter på at belyse, hvilke forhold der giver anledning til hæmningen. Virksomheden bør naturligvis arbejde mod at opnå et effektniveau under 20 %”.
I samme vejledning er beskrevet, hvordan der udføres orienterende og videregående undersøgelser af, hvad der er årsag til hæmningen. Endvidere er det også beskrevet, hvilke testmetoder der skal anvendes.
Det er kommunerne, som tilladelsesmyndighed for tilslutninger til kloak, der sikrer, at kravene overholdes. Hvis kravene ikke overholdes, er det kommunerne, som i første omgang skal indskærpe overfor virksomhederne, at kravene skal overholdes. Hvis ikke virksomhederne efterkommer indskærpelsen, kan kommunen politianmelde virksomheden. Kommunen har også mulighed for at meddele forbud mod den aktivitet, som er årsag til nitrifikationshæmningen (f.eks. spildevandsudledningen).
I tilfælde, hvor hæmningen stammer fra en virksomhed, der ikke har en tilslutningstilladelse med krav til nitrifikationshæmning, har kommunen mulighed for jf. miljøbeskyttelseslovens § 30 at meddele et påbud om revision af tilslutningstilladelsen. I revisionen kan kommunen stille nye relevante udledningskrav, herunder vedr. hæmning. Hvis påbuddet ikke efterkommes, kan kommunen også her politianmelde virksomheden og/eller meddele forbud mod aktiviteten, som er årsag til nitrifikationshæmningen.
Kommunen kan også anmode adressaten for påbuddet/tilslutningstilladelsen om oplysninger til vurdering af spildevandsforholdene efter miljøbeskyttelseslovens § 72, herunder påbyde virksomheden for egen regning at foretage prøveudtagning, analyser og målinger med henblik på at klarlægge årsagen til eller virkningen af en konkret forurening.
Selvhjælpshandling er også en mulighed for tilsynsmyndighedens gennemførelse af påbudte foranstaltninger for den ansvarliges regning efter udløbet af en fastsat frist. Myndigheden kan ligeledes foretage afværgende eller forebyggende foranstaltninger under nærmere fastsatte betingelser for den ansvarliges regning uden forudgående påbud.
Hvis hæmningen giver anledning til procesudfordringer og f.eks. slamflugt til vandområdet, skal Miljøstyrelsen som tilsynsmyndighed kontaktes. Det er endvidere en god idé at kontakte kommunen og orientere dem udfordringerne.
Kommunens håndhævelsesmuligheder er beskrevet i ”Vejledning om håndhævelse af Miljøbeskyttelsesloven” - Vejledning fra Miljøstyrelsen nr. 6 2005.

### Slamsuger modtagelsen
Slam afleveret i modtagebrønden på renseanlæg, er for de fleste forsyningeren tillidssag mellem forsyningerne og slamtransportørerne.
Det fungerer uden problemer i langt de fleste tilfælde. Heldigvis, da langt hovedparten af alle slamtransportører, -sugere er seriøse firmaer, for hvem tillid til, at de udfører deres arbejde omhyggeligt, og at de leverer de ydelser deres kunder forventer er alt afgørende, da det udførte arbejde er svært at kontrollere for kunderne.
Når der så opstår tvivlstillælder, kan det være svært at udrede ansvarsfordelingen, hvis ikke der findes nogle beskrevne regler for området. Derfor vil det for alle parter være hensigtsmæssigt, at få udfærdiget en vedtægt for aflevering af spildevand i modtagebrønden på renseanlægget.
Vedtægten bør omfatte alle de praktiske ting så som hvornår man må komme, hvordan skal afleveringen registreres, skal der ske indvejning, rengøring efter aflevering osv.
Vedtægten skal som udgangspunkt omfatte en almindelig aflevering af spildevand. Det er spildevand svarende til almindelig husspildevand. Det kan være fra forstoppelser, septiktanke, samletanke og andre opgaver, der kun indeholder hvad der svarer til almindelig husspildevand, der kan afleveres i modtagebrønden.
Alt andet spildevand fra virksomheder skal der tages stilling til, inden det må afleveres. Evt. skal der udtages prøve til analyse, og ud fra resultatet kan spildevandet så afleveres.
Ligeledes skal faste stoffer altid tilbageholdes i slamsugeren, både mineralske og organiske.Disse stoffer skal transportøren selv afvande og bortskaffe som affald efter de til en hver tids gældende regler.
Og hvis disse retningslinjer ikke overholdes, skal der være passende økonomiske sanktionsmuligheder. Det er vigtigt at størrelsen på sanktionsbeløbet afspejler de omkostninger der er ved at håndtere problemspildevandet, således at det ikke skal kunne betale sig at omgå bestemmelserne i vedtægten.
Med udgangspunkt i de industrier, der er i oplandet til de enkelte forsyninger, kan de kendte problemafleveringer beskrives, så man ikke skal opfinde den dybe tallerken hver gang et tilbagevendende problem opstår. Er slamsugeroperatøren i tvivl, skal han altid kontakte personalet på renseanlægget inden det afleveres i modtagebrønden.
Vedtægten og sanktionsbestemmelserne skal godkendes af Kommunalbestyrelsen inden de sættes i værk.

### Eksempler på beredskabsplan/actions Card
Hæmnings beredskab. I et hvert beredskab er det første man altid skal gøre er at forsøge at standse ulykken, den er derfor vigtig at have med i sit beredskabsprogram.
Hvordan standser man en hæmning?
Hvis man ved hvor den stammer fra skal man afværge, så tæt på kilden som muligt.
Hvor meget af biomassen har så taget skade, og har man et ”sæt op” til at få i gang sat anlægget igen.
1.       Stands ulykken. (så tæt på kilden som muligt)
2.       Sikre arbejdsmiljø, ved udførelse af opgaven. (er det giftigt og i hvilken omfang)
3.       Igangsætter en nød processtyring for opstart. (evt. efter drøftelse med en taskforce/rådgivere mm)
4.       Kontakte myndigheder. (se Roadmap for myndighed behandling)
Dette er en meget simpel beredskabsplan, og kan selvfølgelig variere i forhold til forurenings grader til Renseanlæg og omkringliggende miljø.
|  |  |